# Улица Тухачевского (Самара)

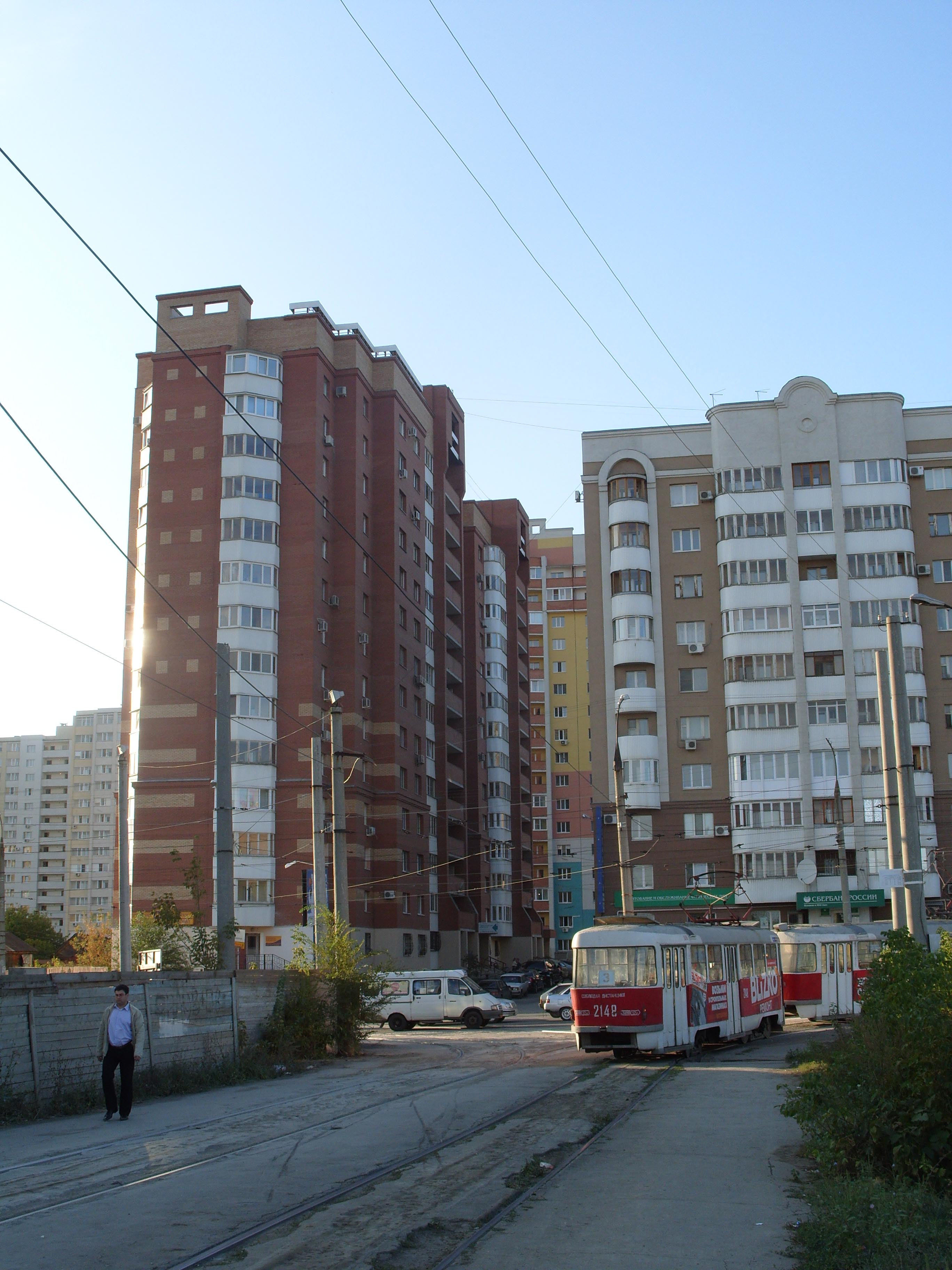
Трамвай движется на кольцо

У́лица Тухаче́вского находится в Железнодорожном районе городского округа Самара.
Берёт своё начало от Пятигорской улицы и имеет относительную протяжённость 2,3 км до улицы Юрия Гагарина, недавно продлённой до Московского шоссе; пересекается с Владимирской, Дачной. После этого становится проезжей частью, и начинается основная часть улицы. Пересекается с улицей Магнитогорской, Киевской улицами и заканчивается недалеко от Управления Самарского метрополитена. На многих картах улица Тухачевского начинается только на пересечении с Дачной .

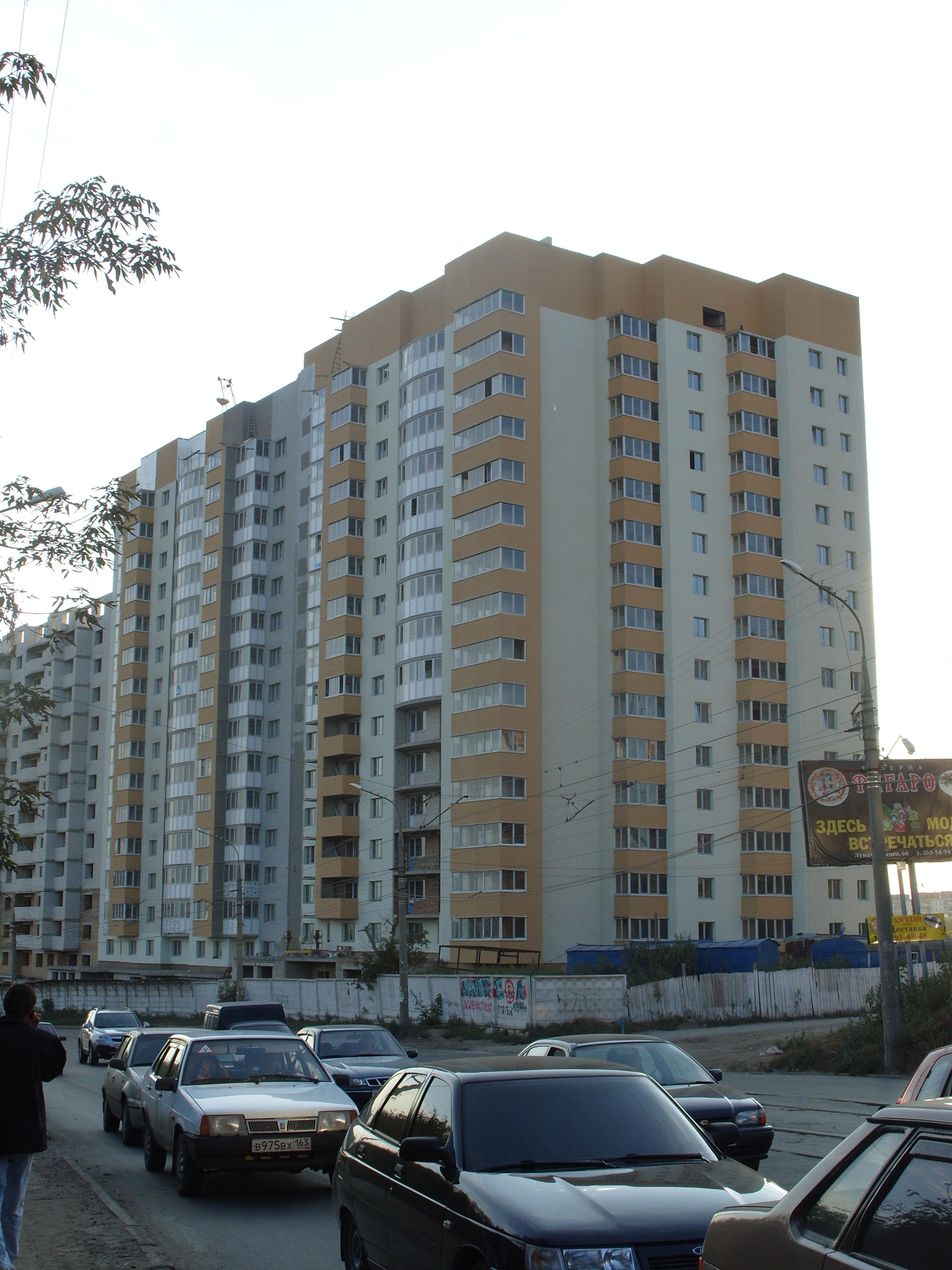
строящийся дом N 10

## Происхождение названия
Ранее улица называлась Пулемётной. 11 мая 1967 года переименована в честь маршала Советского Союза Михаила Николаевича Тухачевского.

## Здания и сооружения
- № 3 — Гаражно-строительный кооператив № 127
- № 28 — парикмахерская
- № 28А — АЗС
- № 51 — Самарское областное бюро судебно-медицинской экспертизы
- № 88 — жилой дом, на первом этаже частное медицинское учреждение и турагентство
- № 90 — отделение Сбербанка, кафе, агентства недвижимости, турагентство, магазин автозапчастей
- Диспетчерский пункт ТТУ (на трамвайном кольце, здание 1А)
- ТЦ «Каскад» (на пересечении с ул. Партизанской)
- Общежитие № 4 СГАСУ (на пересечении с ул. Партизанской)
- Общежитие МП ЭСО № 1 (на пересечении с ул. Партизанской)
- № 90А — спорт-бар
- № 224 — Общеобразовательная средняя школа № 37[2]; детская школа искусств № 23[3]
- № 226 — Ленинский районный суд Самары[4] Железнодорожный районный суд Самары[5]
- № 233 — магазин «Дом мебели»
- № 249А— ООО «Многопрофильное производственное объединение ПЖРТ»[6]
- Православный Храм Всех Святых, недалеко от трамвайного кольца. Архитектор — Юрий Харитонов[7]

## Транспорт
Автобус - №№ 24, 34, 41, 53, 56
Трамвай - №№ 1, 3, 4, 15, 16, 18, 23
Маршрутные такси - №№ 21м, 99, 226, 305д, 366, 395, 396, 480